# 湯の町行進曲
『湯の町行進曲』（ゆのまちこうしんきょく）は1994年9月19日から同年10月13日まで、NHK総合テレビジョン『ドラマ新銀河』で放送されたテレビドラマ。舞台は静岡県浜松市。全16話。

## 概要
浜名湖に近い温泉街を舞台に、それぞれのホテルや旅館の稼業を女将や大女将に任せ、気ままに過ごしている3人の温泉宿の主らに起こるあるひと夏のさまざまな騒動を描く。

## キャスト
江上一夫
演 - 篠田三郎
「みなと館」の三代目。
江上陽子
演 - 坂口良子
「みなと館」の女将。
高校時代はバレーボール選手だった。
大崎広道
演 - 矢崎滋
大崎雅代
演 - 余貴美子
「湖月亭」の女将。
新谷まどか
演 - 河合美智子
「錦水楼」の女将。
福本新太
演 - 林家いっ平
宮田俊介
演 - 毛利賢一
江上誠
演 - 橋本光成
江上家の長男。
Jリーガーになるのが夢。
安道
演 - 梅田俊明
千恵
演 - 青木千紗
美保
演 - 濱道英里香
江上タカ
演 - 岸田今日子
寿司屋主人
演 - 三遊亭歌笑
清次
演 - 柾木卓
博
演 - 大森博
ヒデ
演 - 南知文子
朋恵
演 - 小池朋子
教師
演 - ジャイアント茶所
新谷謙
演 - 地井武男
その他
演 - 中山仁

## スタッフ
- 作 - 松原敏春[1]
- 題字・画 - 西原理恵子
- 方言指導 - 村越一哲
- 寿司指導 - 脇海道功
- 制作統括 - 加藤邦英[1]
- 美術 - 鈴木利明[1]
- 音響効果 - 太田岳二[1]
- 技術 - 相沢貞介[1]
- 記録・編集 - 江川雅美
- 撮影 - 安藤清茂
- 音声 - 長谷川忠昭
- 照明 - 中村勇
- 映像技術 - 後藤恵津男
- 演出 - 一井久司[1]、佐藤譲
- 制作 - NHK

## 主題歌
- 島津秀雄「BANANA」